# Athemistus dawsoni
Athemistus dawsoni är en skalbaggsart som beskrevs av Stefan von Breuning 1970. Athemistus dawsoni ingår i släktet Athemistus och familjen långhorningar. Inga underarter finns listade.